# Мекленбург-Шверин

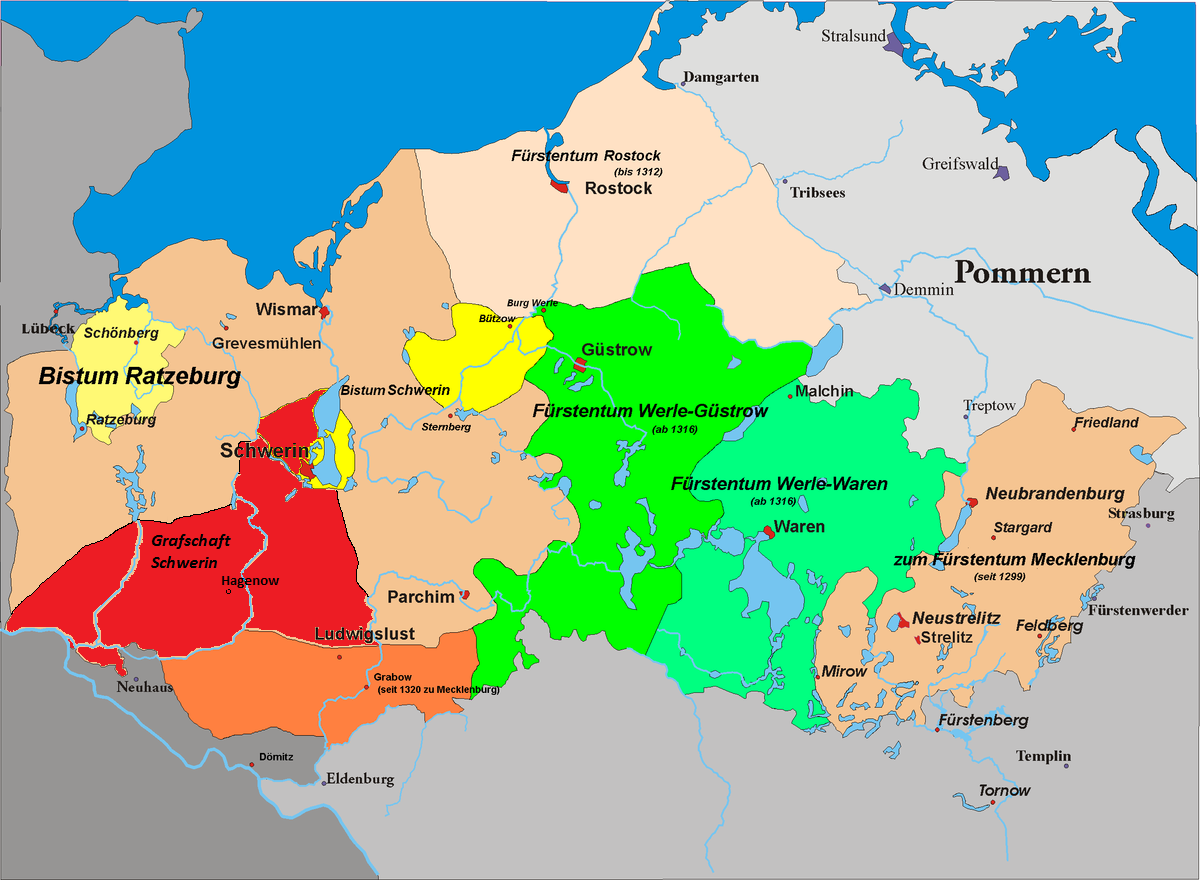
Мекленбург в 1320 году, включая Шверин (жёлтым цветом) и Верле (зелёным)

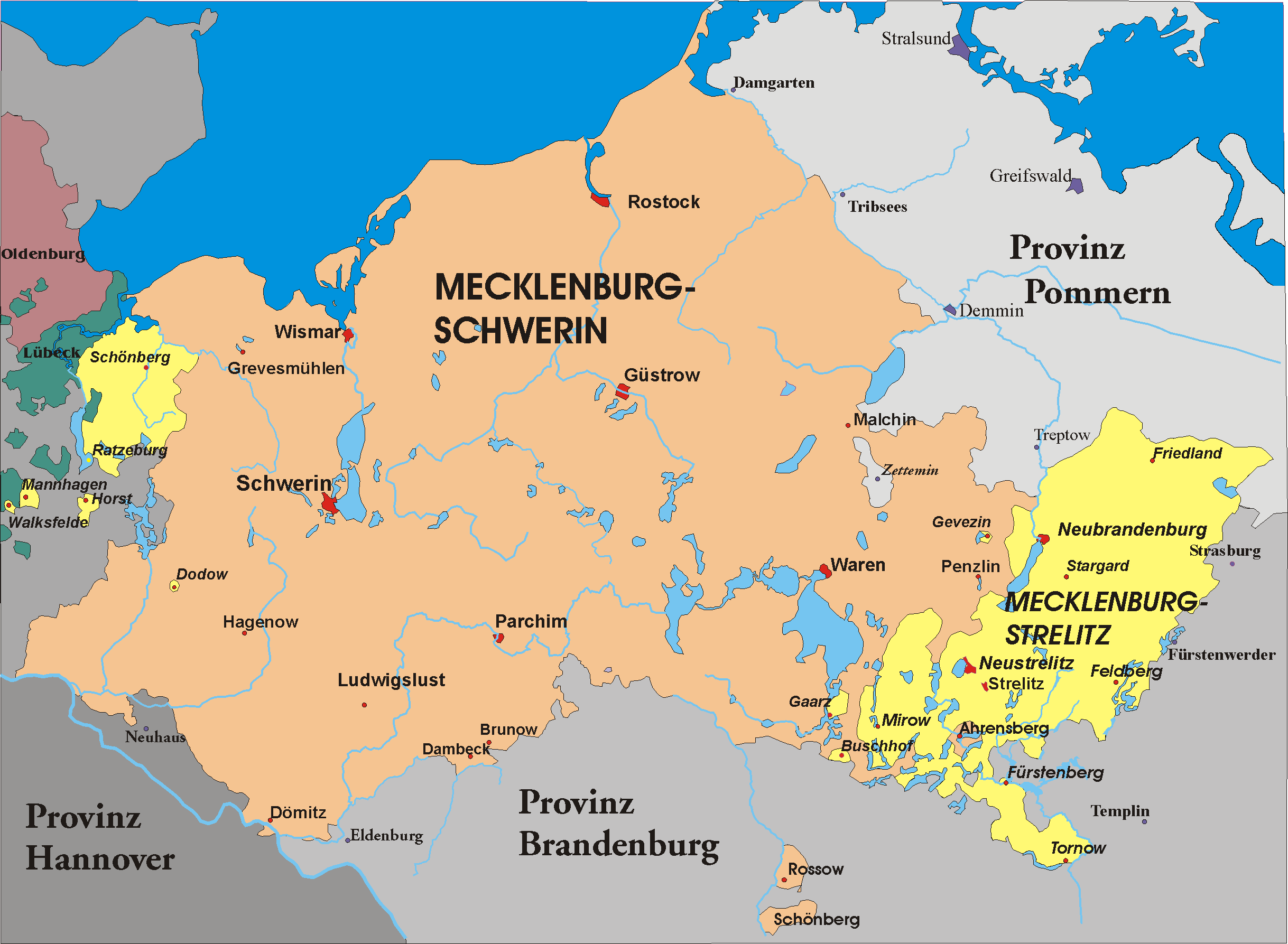
Мекленбург-Шверин в период с 1866 по 1934 года

Ме́кленбург-Шверин, Макленбург-Шверин (нем. Mecklenburg-Schwerin) — герцогство в составе Священной Римской империи (до 1806 года), с 1815 года великое герцогство.

## История
Основатель династии Никлот возглавлял сопротивление языческих княжеств ободритов немецкой агрессии. Однако Генрих Лев в 1160 году смог сломить их сопротивление, и сын Никлота Прибислав признал себя его вассалом. В 1167 году Прибислав принял титул князя Мекленбурга.
Генрих II Мекленбургский (1266—1329), приобретя права на земли Штаргард и Росток к 1312 году, смог объединить почти все владения Мекленбурга, кроме Шверина и Верле, которые были переданы его сыновьям — Альбрехту II и Иоганну.
После получения братьями герцогских титулов бывшее владение Штаргард было преобразовано в герцогство Мекленбург-Штаргард, где с 1352 года стал править Иоганн. Альбрехту остались западная часть Мекленбурга, а после приобретения прав на землю Шверин в 1358 году, он назначил Шверин своей резиденцией.
В 1363 году его сын Альбрехт III вторгся в Швецию, где в следующем году на тинге в Муре он был провозглашён королём.
В 1436 году последний правитель Верле Вильгельм умер, а его зять Ульрих II Мекленбург-Штаргардский умер бездетным в 1471 году, все их земли достались герцогу Генриху IV Мекленбург-Шверинскому, который воссоединил земли герцогства.
В 1520 году внуки Генриха IV — Генрих V и Альбрехт VII снова разделили герцогство на Мекленбург-Гюстров и Мекленбург-Шверин. В 1610 году Мекленбург-Гюстров унаследовал герцог Адольф Фридрих I Мекленбургский, но во время второго раздела в 1621 году он передал это герцогство в управление своему брату Иоганну Альбрехту II. Однако оба герцога были свергнуты в 1628 году Альбрехтом фон Валленштейном, так как поддержали Кристиана IV во время Тридцатилетней войны. Но Швеция через три года восстановила их независимость.
Когда в 1695 году умер сын Иоганна Альбрехта II герцог Густав Адольф Мекленбург-Гюстровский, Мекленбург воссоединился под властью герцога Фридриха Вильгельма Мекленбург-Шверинского. На престоле его сменил родной дядя — Адольф Фридрих II, младший сын Адольфа Фридриха I Мекленбург-Шверинского, который заявил права на Гюстров, вызвав этим противостояние. В 1701 году под давлением имперских сословий Нижнесаксонского округа в Гамбурге было принято следующее решение: герцогство Мекленбург-Стрелиц было отделено и отдано Адольфу Фридриху II. В 1716—1717 годах во время Северной войны Мекленбург-Шверин по союзному договору находился под протекторатом и оккупацией России. Продолжавшиеся после этого конфликты и разделы ослабили власть герцога, подтвердив репутацию Мекленбурга как одного из отсталых владений в Священной Римской империи.
В 1803 году герцог Мекленбург-Шверинский купил у шведов Висмар, с оговоркой, что Швеция сможет выкупить его обратно через 100 лет.
В 1808 году герцогство присоединились к Рейнскому союзу, но в 1813 году перешло на сторону врагов Наполеона. По итогам Венского конгресса в 1815 году Фридрих Франц I Мекленбургский получил титул великого герцога.
Наполеоновские войны не пошатнули владычества дворянства, пользовавшегося почти неограниченной властью над крестьянами, и феодальный ландтаг Мекленбурга по-прежнему не давал простора развитию народа, стесняя в то же время власть великих герцогов. Последние готовы были сочувствовать либеральным стремлениям эпохи; их посланник на Венском конгрессе старался добиться изменения феодального режима Мекленбурга при посредстве Германского союза, но остальные германские государи решительно воспротивились этому. Крепостное право было отменено в 1820 г., но фактически крестьяне остались почти в прежней зависимости.
Великий герцог Фридрих Франц I (1785—1837) стремился к реформам, но почти ничего не мог сделать, встречая решительное противодействие в ландтаге. Революция 1848 г. испугала дворянство; оно согласилось на созыв учредительного собрания в Шверине, которое выработало конституцию. Но едва эта конституция вступила в силу, как повсеместное торжество реакции в Германии дало возможность мекленбургскому дворянству снова поднять голову.  Великий герцог Фридрих Франц II (1842—1883) принуждён был уволить либеральное министерство Лютцова и предоставить решение вопроса о конституции на усмотрение третейского суда королей прусского и ганноверского. Приговор суда состоялся против конституции; члены нового ландтага, несмотря на противодействие либеральной партии, руководимой Виггерсом, были разогнаны полицией, и в 1851 г. собрался вновь старый, сословный ландтаг. После этого великий герцог совершенно подчинился дворянству, и в Мекленбурге началась реакция. Суды были завалены делами о государственной измене, тюрьмы наполнились «демократами» и «коммунистами», места на службе, в особенности учительские, раздавались исключительно ревнителям «благочестия»; лучшие профессора изгонялись из университета; пресса была стеснена законом о печати 1856 г.; наконец, было восстановлено право помещиков подвергать крестьян, за неисполнение договоров, телесным наказаниям.
В 1867 г. Мекленбург-Шверин вступил в Северогерманский союз, в 1871 г. сделался членом Германской империи. Политическое их положение, благодаря этому, сразу изменилось в сторону большей свободы, но внутренние условия во многом остались прежние. Внесённый в 1872 г. в ландтаг проект реформы конституции был отвергнут. 5 раз (в последний раз — в 1895 г.) в германский рейхстаг вносились предложения, имевшие в виду сделать представительную форму правления обязательной для каждого государства, входящего в состав Германской империи, но каждый раз проекты эти встречали противодействие в консервативных партиях и центре рейхстага.
После Первой мировой войны герцогство преобразовалось в Свободное государство Мекленбург-Шверин в составе Веймарской республики. 1 января 1934 года оно было объединено со Свободным государством Мекленбург-Стрелиц.
После Второй мировой войны земли Мекленбурга (Мекленбург-Стрелиц) были разделены между ФРГ и ГДР, но после объединения Германии вновь объединены в федеральную землю Мекленбург-Передняя Померания.

## Правители
Правители Мекленбург-Стрелица носили титул «герцог Мекленбургский», а с 1815 года — «великий герцог Мекленбургский», а также «князь вендов, Шверина и Ратцебурга и граф Шверина, земли Ростока и господин Штаргарда».
- 1701—1713: Фридрих Вильгельм (I)
- 1713—1747: Карл Леопольд, в 1728 году лишён власти в пользу своего брата Кристиана Людвига II
- 1728—1756: Кристиан Людвиг II
- 1756—1785: Фридрих Благочестивый
- 1785—1837: Фридрих Франц I
- 1837—1842: Пауль Фридрих
- 1842—1883: Фридрих Франц II
- 1883—1897: Фридрих Франц III
- 1897—1918: Фридрих Франц IV

## Государственное устройство
Глава государства — Великий Герцог, законодательный орган — Мекленбургский Ландтаг (общий с Мекленбург-Стрелицом), состоял из всех рыцарей и представителей городов, исполнительный орган — Государственное Министерство, назначалось Великим Герцогом и несло перед ним ответственность.

## Административное деление
Территория Мекленбург-Шеврина делилась на амты (amt), некоторые амты были сгруппированы в районы (kreis), амты делились на общины. Представительные органы районов — районные конвенты (kreiskonvent), амтов — конвенты амтов (amtskonvent), состояли из всех рыцарей, общин — сельские сходы (Dorfgemeinde), представительные органы городов — гражданские представительства (Bürgerrepresentation, в Ростоке — Hundertmänner).

## Правовая система
Высшая судебная инстанция — Высший земельный суд Ростока (Oberlandesgericht Rostock), суды первой инстанции — Земельный суд Шверина (Landgericht Schwerin), Земельный суд Ростока (Landgericht Rostock) и Земельный суд Гюстрова (Landgericht Güstrow).

## Силовые структуры
- Мекленбургская армия
  - Гренадерский полк
  - 1-й пехотный полк ландвера
    - Батальон ландвера Шверина (Landwehr-Bataillon Schwerin)
    - Батальон ландвера Нойстрелиц (Landwehr-Bataillon Neustrelitz)

  - Фузилёрский полк
  - 2-й пехотный полк ландвера
    - Батальон ландвера Висмар (Landwehr-Bataillon Wismar)
    - Батальон ландвера Ростока (Landwehr-Bataillon Rostock)

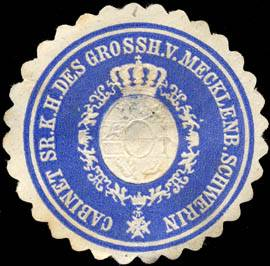

  - 1-й драгунский полк
  - 2-й драгунский полк
  - Артиллерийский полк